# Lepricornis melanchroia
Lepricornis melanchroia är en fjärilsart som beskrevs av Felder 1865. Lepricornis melanchroia ingår i släktet Lepricornis och familjen Riodinidae. Inga underarter finns listade i Catalogue of Life.